# QNH
QNH (кью-ен-ейч) ― це Q code, що вказує атмосферний тиск, приведений до рівня моря. Є налаштуванням тиску, що використовується екіпажем повітряних суден, персоналом організацій контролю повітряного простору та низькочастотними погодними радіомаяками для відповідності барометричному значенню, котре, будучи встановлене на висотомірі літака, призведе до визначення висоти над середнім рівнем моря в межах певної території. В рамках повітряного простору Великої Британії згадані території відомі як зони встановлення висотоміру, англ. Altimeter Setting Regions (ASRs); ці території можуть мати велику площу, або стосуватись лише аеродрому, для якого встановлюється QNH. QNH аеродрому показуватиме висоту аеродрому, що є висотою центральної точки головної ЗПС над рівнем моря при посадці, без прив'язки до температури.  
У Великій Британії найнижче трансльоване значення QNH для зон встановлення висотомірів називається значення місцевого тиску (англ. «Regional Pressure Setting») і може використовуватись для безпечного дистанціювання прольоту повітряних суден на нижніх ешелонах. В деяких районах світу використовується схожа процедура і відома як регіональний QNH («Regional QNH»), хоча даний термін було змінено на вищевказане з метою уникання плутанини.
Розрахунок рівня переходу (transition level): 
Припустимо, QNH є 1002 і висота переходу аеродрому ― 4000 футів. Тоді рівень переходу дорівнює: 4000 + (1013,2 - 1002) x 30 = 4342 футів, що округлюється до ешелону польоту 45, тоді рівень переходу буде 1000 футів вище висоти переходу, тобто FL 55 (5500 футів)

## Історія походження
Курсант пілотських шкіл іноді згадують QNH як «Query: Newlyn Harbour». Newlyn Harbour (Cornwall, Велика Британія) є місцем розташування Національного центру вивчення припливів та рівня моря, який є еталоном значення середнього рівня моря. Інший спосіб запам'ятати термін є «Query: Not Here» (Довідка: Не Тут), що означає відношення параметру до відмінної від аеродрому території. Це відрізняє QNH від QFE ("Query: Field Elevation" / висота аеродрому), з відповідною до назви терміна висотою.
Абревіатура QNH походить з тих часів, коли голосове радіо було складнозрозумілим через якість зв'язку, через це зв'язок здійснювався засобом морзянки. Для уникнення довгих морзе-радіотрансляцій, найбільш часто вживані комбінації були зведені у Q code. На запит про атмосферний тиск на рівні моря (тобто на нульовій висоті) в ефір передавали 'QNH'. Загальновживаною мнемонікою для QNH була "Query: Nautical Height" (морська висота), тоді як стосовно QFE ― "Query: Field Elevation" (висота аеродрому).

## Висота на середнім рівнем моря
QNH відмінна від QFE, що вказує значення висотоміра, згідно якого вираховується висота над певним аеродромом чи рівнем землі, в зв'язку з чим після посадки висотомір покаже нуль.
АДС ― в рамках диспетчерського дозволу, на запит пілота або при зміні значення ― передає показник QNH пілотам для встановлення на висотомірах нижче рівня переходу.
Більшості світу QNH зазначається в гектопаскалях (гПа), раніше ― в мілібарах (мБар). В Північній Америці QNH подається в сотих дюйма ртутного стовпчика.

## Використання в країнах світу
В Україні після виходу з СРСР і вступу в Євроконтроль запроваджено використання QNH. В Росії в деяких віддалених аеродромах і деякими авіакомпанія використовується QFE, як спадок від радянської авіації. В більшості країн світу використовується QNH.

## Поклики
- Порівняння QNH vs. QFE: недоліки і переваги. Денис Окань, пілот-інструктор (рос.) [Архівовано 4 грудня 2016 у Wayback Machine.]